# Epalpus fuscanipennis
Epalpus fuscanipennis là một loài ruồi trong họ Tachinidae.